# Parasarsiella globulus
Parasarsiella globulus (Synoniem: Sarsiella globulus) is een mosselkreeftjessoort uit de familie van de Sarsiellidae. De wetenschappelijke naam van de soort is voor het eerst geldig gepubliceerd in 1887 door Brady.